# Gerhard Weigel (Fußballspieler)
Gerhard Weigel (* 27. August 1927; † 22. Mai 2014) war ein deutscher Fußballspieler und Sportjournalist. Von 1949 bis 1953 spielte er für KWU/Turbine Erfurt und Turbine Weimar in der DDR-Oberliga, der höchsten Spielklasse im DDR-Fußball.

## Sportliche Laufbahn
Als im September 1949 die Ostzonen-Fußball-Liga (später DDR-Oberliga) in ihre erste Saison ging, gehörte zu den vierzehn Mannschaften auch die Betriebssportgemeinschaft (BSG) KWU Erfurt. Im Kader der Mannschaft stand auch der 22-jährige Stürmer Gerhard Weigel. Trainer Hans Carl bot Weigel bereits im ersten Punktspiel auf, und dieser erzielte mit dem Treffer zum 1:1-Endstand im Auswärtsspiel gegen die ZSG Altenburg das erste Erfurter Tor in der Zonenliga. Danach folgten jedoch nur noch zwei weitere Ligaeinsätze. Am 3. Spieltag der Saison 1950/51, in der Erfurt als BSG Turbine antrat, versuchte es der neue Trainer Ludwig Wieder noch einmal mit Weigel und ließ ihn im Mittelfeld spielen. Obwohl Weigel erneut ein Tor schoss, blieb es bei dem einen Versuch. Nach der Hinrunde wechselte Weigel zum Ligakonkurrenten Turbine Weimar, wo in 14 der 17 restlichen Punktspiele im Angriff eingesetzt wurde und drei Tore erzielte. Am Saisonende musste Turbine Weimar in die zweitklassige DDR-Liga absteigen. Dort entwickelte sich Weigel zu einem der wichtigsten Spieler der Mannschaft, er verpasste nur zwei der 22 Ligaspiele und wurde mit seinen 16 Treffern Torschützenkönig der BSG. Zur Saison 1952/53 kehrte er zu Turbine Erfurt zurück, konnte sich dort aber erneut nicht in der Oberligamannschaft durchsetzen. In den 32 Punktspielen kam er, unregelmäßig eingesetzt, nur in 12 Partien zum Einsatz und erzielte als Stürmer nur ein Tor. Am Saisonende war er fast 36 Jahre alt und beendete seine Laufbahn als Leistungssportler. Er konnte auf 30 Oberligaspiele mit fünf Toren und 20 Spiele in der DDR-Liga mit 16 Toren zurückblicken. Als Freizeitfußballer spielte er noch bei der drittklassigen Mannschaft der SG Dynamo Erfurt. Auch später blieb er mit dem Fußball verbunden, zunächst als Nachwuchstrainer, danach für viele Jahre als Sportjournalist bei der Thüringer Lokalpresse.